# Попов, Василий Васильевич (археолог)
Василий Васильевич Попов (22 декабря 1876, Сунтар, Вилюйский уезд, Российская Империя — 1931 или 1932) — российский преподаватель семинарии, инспектор народных училищ Иркутской губернии и Якутской области, советский историк, археолог, краевед, кандидат богословия. Заведующий Киренской учительской семинарией, Киренским педагогическим техникумом, ректор Киренского педагогического института, член Совета и временно исполняющий обязанности заведующего Бурят-Монгольского (Верхнеудинского) краевого музея, учёный секретарь Бурят-Монгольского научного общества имени Доржи Банзарова. Стоял у истоков становления археологической науки, краеведения, развития музейного дела, библиотечной и научно-издательской работы в Верхнеудинске.

## Биография
Родился 22 декабря 1876 года в селе Сунтар Вилюйского уезда Якутской области, по национальности русский.
Окончил Якутскую духовную семинарию. В 1902 году окончил Казанскую духовную академию со степенью кандидата богословия и возможностью преподавательской деятельности в духовных семинариях.
7 ноября 1902 года назначен преподавателем Благовещенской духовной семинарии, с 16 апреля 1909 года преподавал в Тобольском духовном училище, а с 14 января 1910 года — в Якутском духовном училище. В 1912 году преподавал одногодичный курс по педагогике в Киренской женской гимназии.
15 сентября 1912 года вступил в должность инспектора народных училищ третьего района Иркутской губернии в Киренском уезде, проработав до 1 марта 1915 года. После вступает в должность инспектора народных училищ второго района Якутской области, проработав до 4 октября 1918 года, совмещая с осени 1917 года должность директора Киренской учительской семинарии, куда был избран её педагогическим советом. Отказывается в конце февраля 1918 года от должности директора, но в октябре 1918 года его избирают вторично. В августе 1920 года Иркутским губернским отделом народного образования был назначен заведующим Киренской учительской семинарии. В сентября 1921 года назначен на должность ректора Киренского педагогического института, проработав в этом статусе до его реорганизации 1 января 1922 года. После реорганизации Киренского педагогического института в педагогический техникум с 1 января 1922 года приступает к работе заведующего техникумом, проработав здесь до 2 июля 1923 года. 8 марта 1923 года Василий Попов ходатайствовал о переводе его на работу в Иркутск.
Параллельно с основной работой избирался: в 1917 году по 1918 год гласным Якутской городской думы, с декабря 1917 года по октябрь 1918 года председателем Якутского уездного земского собрания, с конца января 1918 года по октябрь 1918 года членом и заместителем председателя Якутской областной земской управы и заведующий волостным учебным отделом управы.
В 1923 году из-за «неправильной организации работы» на Василия Васильевича возбуждают уголовное дело, но полностью реабилитируют, после чего он по собственному желанию в ноябре 1923 года переезжает в Бурят-Монгольскую АССР и работает там инспектором Наркомпроса. В Бурят-Монголии Василий Васильевич занимался изучением бурятского, монгольского языков, истории края, археологии. В ноябре 1925 года переводится из Наркомпроса в Бурят-Монгольский (Верхнеудинский) краевой музей сначала в должности препаратора, а потом уже становится членом музейного Совета. Позже работает учёным секретарем образованного Бурят-Монгольского научного общества имени Доржи Банзарова.
В 1929 году Бурят-Монгольский (Верхнеудинский) краевой музей переименовывается в Центральный Музей БМАССР и Василий Васильевич переходит из научного общества в музей, где в 1931 году становится «временно исполняющий делами» заведующего музея, проработав на должности до 30 июля 1931 года.
В 1930-х годах в СССР началась «культурная революция», в результате которой организации и сотрудники не отвечающие новым «запросам» закрывались и увольнялись. Василий Васильевич стал одним из первых кто пострадал от этого. Согласно выписке из протокола заседания Центральной Комиссии по чистке аппарата БМАССР от 29-30 июля 1931 года: «Снят с работы по Н категории комиссией по чистке музея по мотивам срыва попыток создать актив при музее, в идеализировании жизни пережитков феодально-родового быта скотоводов бурят и бесхозяйственность… Снять с работы в порядке освежения аппарата без отнесения к категории. — Н / за надлежащими подписями».
Был женат на Матроне Прокопьевной (1873 — ?). Свободно владел якутским языком.
Точная дата смерти Василия Васильевича неизвестна, предположительно умер в 1931—1932 годах.

## Научная деятельность
В январе 1922 года пожертвовал в музей народоведения бронзовую вазу в 23 фунта «скифского типа», найденную им на реке Кумуллани, а также каменный топор.
В 1924 году провёл подъёмный сбор археологических материалов на стоянке Дурёны в Кяхтинском аймаке и в местности Каравановка Тарбагатайского аймака. Затем уже эти стоянки обследовались экспедициями Г. Ф. Дебеца, Г. П. Сосновского, А. П. Окладникова и другими археологами. В 1925 году в составе совместной экспедиции БМНО им. Д. Банзарова и Буручкома обнаружил шаманское погребение в семи км от Онохоя, в пади Шара-Кундуй. В этом же году осуществил подъёмные сборы недалеко от устья реки Саянтуйка.
В 1926—1927 годах сделал свои главные открытия — обнаружил стоянку Нижняя Берёзовка, Иволгинское городище и Иволгинский могильник, чем положил начало формированию базовых фундаментальных музейных коллекций. Летом 1926 года Поповым на Нижнеберезовской стоянке были найдены разнообразная керамика, каменные, костяные, бронзовые изделия. В 1927 году произвёл сбор подъёмного материала и произвёл пробные раскопки на Иволгинском городище, здесь им были обнаружены предметы
из кости, бусы, поделки из камня, железа, бронзы; фрагменты керамики и разбитый горшок. В этом же году, совместно с А. Ф. Кобылкиным и В. П. Дуненко, на Иволгинском могильнике раскопали погребение без сруба.
В 1926—1930 годах в составе экспедиций участвовал в открытии стоянок Верхнеудинской (1926), Баян-Хосун (1926), Сотниково (1926), Ичётуй (1926), Забока (1926), Тугуй (1926), Стеклозавод (1927), Ахур (1930), погребение в Кабанском районе. Все эти открытия поспособствовали организации в 1928—1929 годах археологической экспедиции АН СССР в Бурятии. Лишь часть сборов произведенных Поповым осталась в музее Истории Бурятии.
Василий Васильевич стоял у истоков становления археологической науки, краеведения, развития музейного дела, библиотечной и научно-издательской работы в Верхнеудинске. Но широта его исследовательской деятельности не ограничивалась только территорией Бурятии, в Забайкалье он также описал, зарисовал, сфотографировал очень много могильников, сторожевых камней, пещер.